# Louis Jungmann
Louis Jungmann (Vorname eigentlich Ludwig; * 2. Januar 1832 in Weimar; † 20. September 1892 ebenda) war ein deutscher Komponist, Pianist und Musikpädagoge.
Jungmann war Schüler am Lehrerseminar Weimar. Später erhielt er Unterricht von Johann Gottlob Töpfer (Komposition) und Franz Liszt (Klavier). Ab 1869 lehrte er am sogenannten Sophien-Stift (eine Höhere Töchterschule) in Weimar. Er gehörte der Weimarer Freimaurerloge Anna Amalia zu den drei Rosen an.
Als Komponist hinterließ Jungmann insbesondere Werke für Klavier, Kammermusik und Lieder.

## Werke (Auswahl)
- Intermezzo op. 9 für Klavier und Viola
- Scherzo op. 12 für Klavier
- Variationen op. 13 über ein Originalthema für Klavier
- Fantasiestücke op. 14 für Klavier
- Caprice op. 17 für Klavier
- Polonaise op. 19 für Klavier
- 3 Charakterstücke op. 20 für Klavier
- Suite op. 21 für Flöte, Violine und Viola
- 2 Mazurkas op. 22 für Klavier